# Normandy (Tennessee)
Normandy város az USA Tennessee államában, Bedford megyében. Lakosainak száma 108 fő (2020. április 1.).

## Népesség
A település népességének változása:

| 2010 | 141 |
| 2020 | 108 |